# Eparchie Gurgaon
Die Eparchie Sankt Johannes Chrysostomus Gurgaon (lat.: Eparchia Gurgaonensis) ist eine Eparchie der syro-malankarischen Kirche mit Sitz in Gurugram, die den gesamten Norden Indiens umfasst.

## Geschichte
Papst Franziskus errichtete die Eparchie am 26. März 2015 und ernannte den bisherigen Apostolischen Visitator für die syro-malankarischen Christen außerhalb des Stammlandes, Jacob Barnabas Chacko Aerath OIC, zu deren ersten Bischof.
Das Bistum umfasst die syro-malankarischen Katholiken in 22 von 29 Bundesstaaten Indiens. Die Südgrenze des Territoriums bilden die Staaten Gujarat, Madhya Pradesh, Chhattisgarh und Orissa. Die Jurisdiktion bezieht sich auch auf die syro-malankarischen Gläubigen, die verstreut in den Staaten Punjab, Haryana, Delhi, Uttar Pradesh, Rajasthan und Westbengalen leben.

## Bischöfe
- Jacob Barnabas Chacko Aerath OIC (2015–2021)
- Thomas Antonios Valiyavilayil OIC (seit 2022)